# Угаров, Денис Вячеславович
Денис Вячеславович Уга́ров (26 ноября 1975, Ленинград) — российский футболист и футбольный тренер.

## Карьера

### Клубная
Воспитанник СДЮШОР «Зенит». Бо́льшую часть карьеры провёл, выступая за «Зенит» (1993—2002), лишь в 1998 году играл за «Локомотив» (СПб) и омский «Иртыш» на правах аренды. В составе «Зенита» бронзовый призёр чемпионата России 2001 года. Карьеру игрока закончил в 2003 году в липецком «Металлурге».

### Тренерская
В 2004 году (с июня) — главный тренер команды СДЮШОР «Зенит», участницы первенства ЛФЛ («Северо-Запад»).
С 2005 по 2007 год — тренер в СДЮШОР «Смена». В 2008 году возглавил молодёжную команду «Динамо» Москва и выиграл с ней съезд молодёжных команд мира. По окончании сезона 2009 покинул молодежную команду и вошёл в тренерский штаб основной команды. В 2011 году вошёл в тренерскую бригаду Андрея Кобелева, возглавившего самарские «Крылья Советов». В конце мая 2015 года возглавил эстонский футбольный клуб «Калев» Силламяэ.
Позже — тренер ФК СШОР «Зенит».

## Достижения
«Зенит»
- Обладатель Кубка России: 1998/99
- Бронзовый призёр чемпионата России: 2001
- Финалист Кубка Интертото: 2000